# William Crooke (fotograf)
William Crooke (1848 – 23. srpna 1928) byl anglický profesionální fotograf se studiem v Edinburghu.

## Život a dílo
Narodil se v roce 1848.
William Crooke byl aktivním členem spolku Photographic Convention of the United Kingdom (PCUK), která v roce 1886 uspořádala zahajovací konferenci v Derby, a byl zvolen prezidentem pro rok 1899. Spolek byla směs profesionálních fotografů a bohatých amatérů. Významní profesionální fotografové přítomní na prvním setkání byli William England, hlavní fotograf London Stereoscopic Company; Richard Keene, který se později stal členem Linked Ring a Alfred Seaman, který založil velké množství studií v Midlands a na severu Anglie. Dalšími jeho kolegy byli například: Henry Peach Robinson nebo Frank Sutcliffe. Prostřednictvím této organizace měl pravidelný kontakt s některými z nejvýznamnějších a nejúspěšnějších fotografů své doby.
Na konci roku 1910 se Crooke se svým kolegou Henrym Walterem Barnettem vydali na cestu do USA. Lednový časopis American Photography o tom napsal:
Dva z nejznámějších portrétních fotografů v Anglii [sic Británie], William Crooke z Edinburghu a Walter Barnett z Londýna odpluli dne 17. prosince na turné s dobou trvání šesti týdnů do Spojených států, během níž hodlají navštívit některé z předních odborníků ve městech New York, Philadelphia, Baltimore, Washington, Pittsburg, St Louis, Chicago, Milwaukee, Niagarské vodopády, Buffalo, Rochester, Boston a další.
Tito dva pánové byli požádáni některými jejich americkými přáteli, aby přivezli s sebou sbírky svých portrétních prací.
V souladu s tím bude mít pan Crooke s sebou asi šedesát svých velkých obrazů pořízených během posledních několika let, z nichž mnohé byly na výstavách Královské fotografické společnosti a Salonu.

Jeden z jeho fotografovaných, Maude Hellman, poznamenal:
Pracoval rychle a zdálo se, že má zájem aby výsledky získal jednoduše a pozoruhodně. Používal trik, že vydával napůl potlačené výkřiky, když dostal pózu, která mu vyhovovala.

Zemřel 23. srpna 1928 ve svých asi osmdesáti letech.

## Galerie

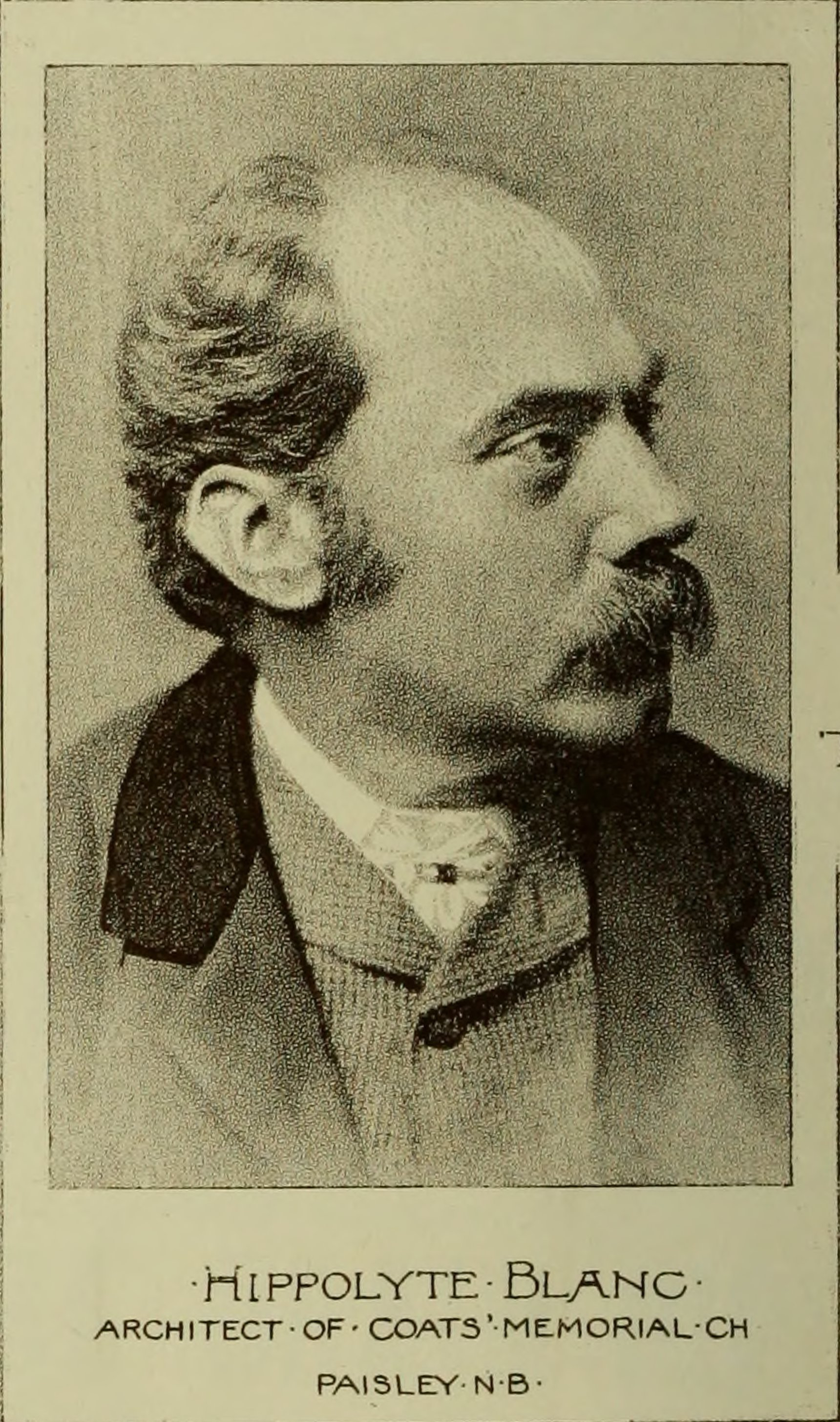
Skotský architekt Hippolyte Blanc, 1890
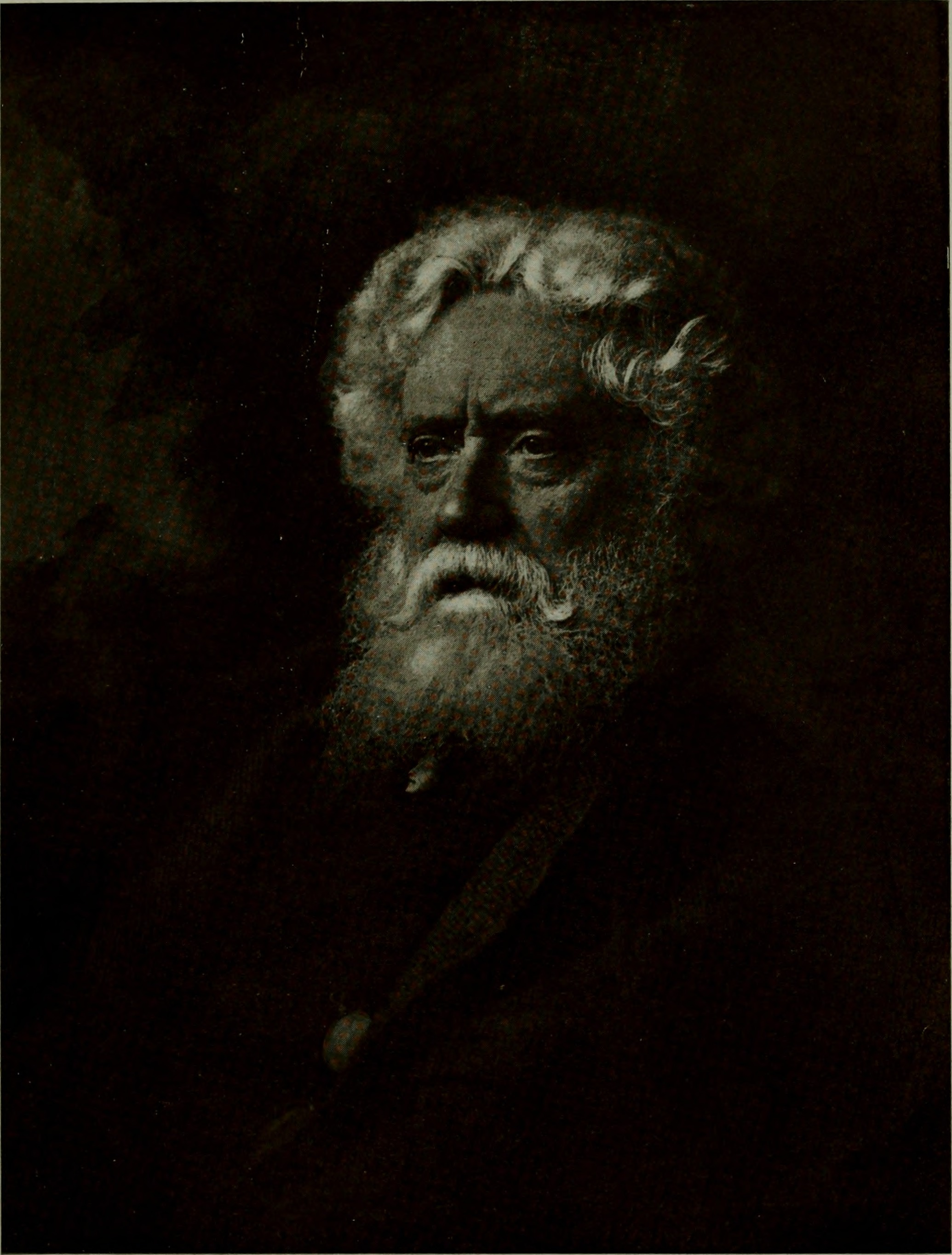
The Late Sir Noel Paton, malíř Prerafaelita Joseph Noel Paton, 1914
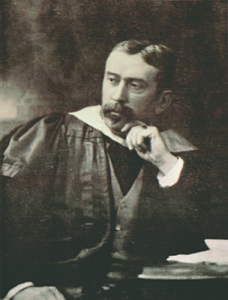
Rektor John Marshall
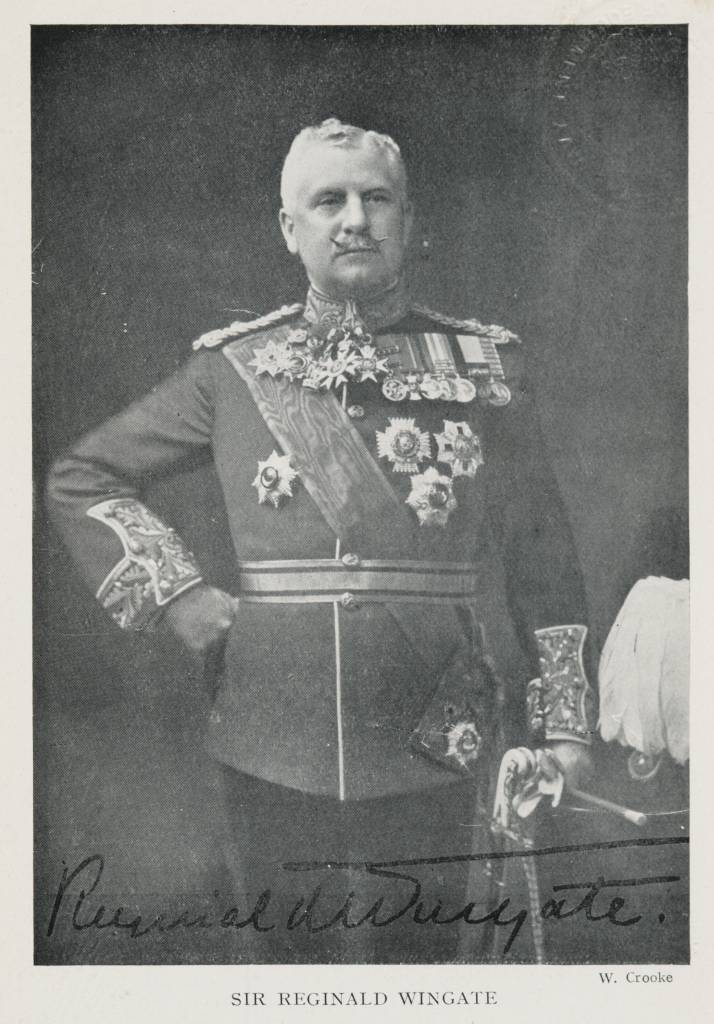
Sir Reginald Wingate, 1906
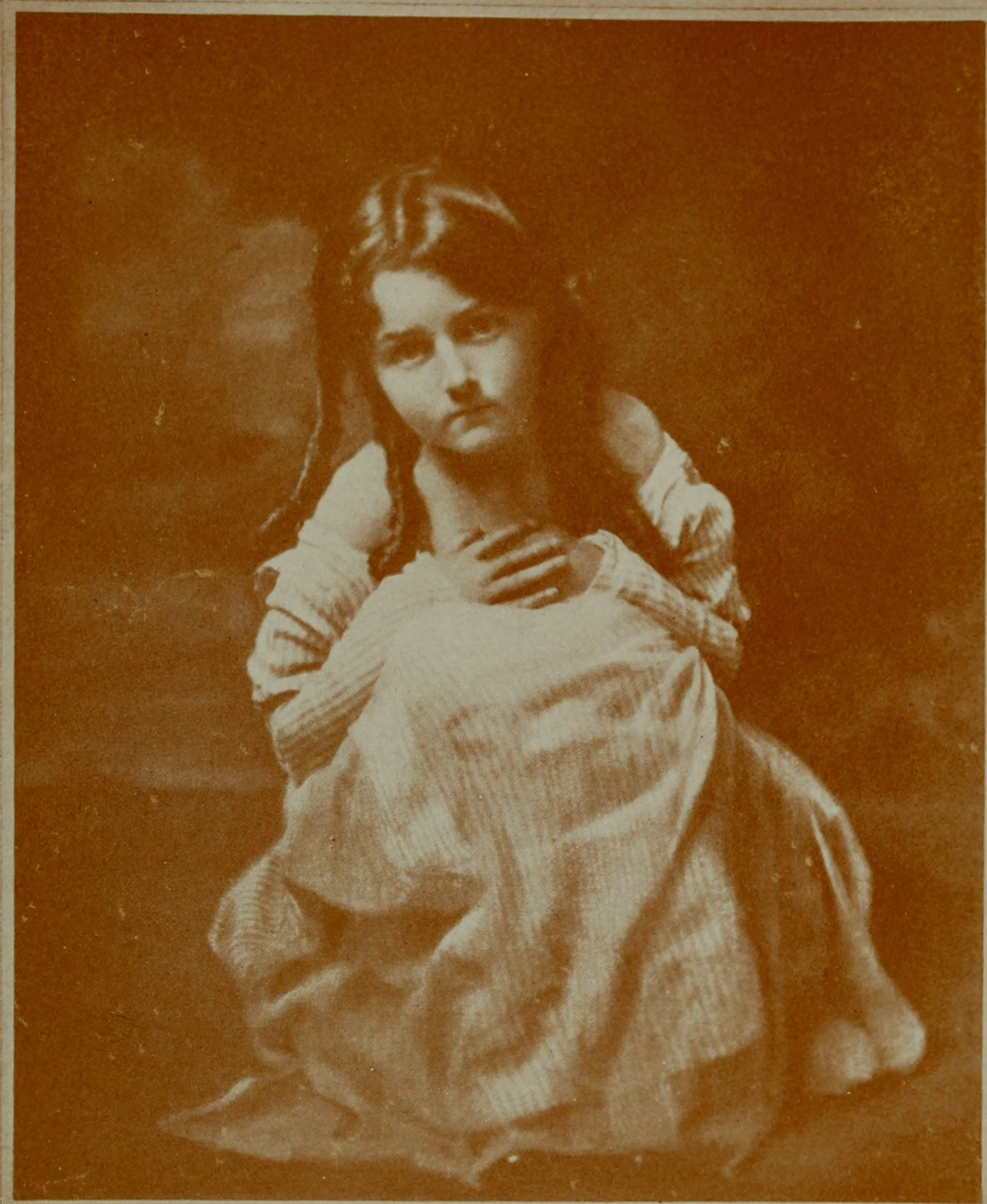
Kathleen, asi 1907